# Sindrome di astinenza neonatale
La sindrome di astinenza neonatale è una sindrome a carico del neonato, i cui sintomi sono provocati dall’esposizione nell’ambiente fetale all’uso o abuso di alcune droghe o farmaci da parte della madre.
La sindrome di astinenza neonatale, in inglese Neonatal Abstinence Syndrome (NAS), è legata agli effetti collaterali dovuti alla tossicità delle sostanze assunte dalla madre. I sintomi si manifestano al momento della nascita e sono provocati dall’interruzione dell’esposizione alle sostanze; sono, pertanto, legati all’astinenza nel neonato.
Il primo caso di NAS nei neonati e il successivo trattamento è stato segnalato nel 1875. Nel 2012 l'incidenza di NAS è aumentata a oltre 30 casi per 1 000 nati vivi in ospedale, insieme ad un registrato aumento del numero di bambini che a causa di questo disturbo necessitano di terapia farmacologica.
L’inizio, la durata e la severità della sindrome neonatale di astinenza dipendono dalle caratteristiche tipiche e peculiari delle droghe abusate dalla madre; sicuramente incidono la tipologia della droga abusata e la quantità che viene assunta dalla madre, ma anche le caratteristiche neurochimiche della sostanza (quali l’emivita e la capacità di binding recettoriale).
Esistono ulteriori fattori intervenienti quali il tempo in cui è stata effettuata l’ultima dose, la durata dell’esposizione alle sostanze illecite, l’accumulazione totale dell’esposizione alla droga e, in caso di poliabuso, agli effetti dovuti alla molteplicità delle sostanze a cui il neonato è stato esposto nell’ambiente prenatale; ma soprattutto fattore cruciale nella genesi del disturbo risulta la trasferibilità placentare della sostanza abusata.

## Effetti dell'abuso di droghe sul neonato
Qualora il periodo di esposizione alle droghe coincida con la fase embriogenetica si potranno avere effetti teratogeni sulla genetica del neonato e le alterazioni dello sviluppo morfologico o funzionale di organi o sistemi, che possono indurre problematiche fino a provocare l’aborto in alcuni casi.
L’esposizione nello sviluppo fetale alle droghe induce danni prevalentemente funzionali che portano all’ alterazione dei neurotrasmettitori e dei loro recettori nell’ambito dell’organizzazione cerebrale. Le sostanze tossiche possono inoltre interferire con le dinamiche del travaglio e del parto provocando allungamenti, ritardi o vere e proprie distocie.
Si possono riscontrate degli effetti diretti delle droghe sullo sviluppo perinatale del neonato:
- L'eroina e gli oppioidi interferiscono con l’accrescimento fetale con il concorso della malnutrizione materna. L'effetto è più marcato per l’eroina che è responsabile di ipoplasia cellulare in diversi organi e apparati. L’esposizione prenatale può modificare il momento e la qualità della mielinizzazione alterando lo sviluppo degli oligodendrociti, inibendo la crescita dendritica, la migrazione e la ramificazione neuronale; le conseguenze a livello macroscopico nello sviluppo sono la riduzione della circonferenza cranica e del volume cerebrale, con possibili alterazioni dello sviluppo cognitivo e del comportamento.
- Cocaina essendo in grado di attraversare la barriera placentare è responsabile di vasocostrizione, tachicardia  e contrazioni uterine con rischio di distacco di placenta, aborto o parto prematuro. Inoltre si può pensare ad un ulteriore rischio di ipossia intrauterina e la malnutrizione, che vengono indotte dalla vasocostrizione determinando un ritardo di crescita dose-correlato. l'uso di cocaina da parte della madre durante la gravidanza si associa frequentemente con malformazioni congenite scheletriche, cardiovascolari, urogenitali e gastrointestinali, molto spesso è causa di microcefaliae anomalie che coinvolgono il Sistema nervoso centrale e gli organi di senso (in particolare modo l’udito). può essere inoltre correlata con lo sviluppo di alcune complicanze cerebrovascolari come gli infarti emorragici, le lesioni cistiche, le emorragie intra-ventricolari e quelle intestinali (atresia, enterocolite necrotizzante). Nel neonato esposto a questa sostanza si possono quindi osservare dei dismorfismi che configurano la cosiddetta “sindrome da cocainica” con allargamento delle fontanelle, glabella prominente, edema periorbitale, brevità della piramide nasale e ipoplasia delle unghie.
- Gli effetti dovuti all'uso/ abuso di cannabis sono difficilmente isolabili in quanto spesso utilizzata in concomitanza con altre sostanze (es. tabacco e alcol), potenziando gli effetti teratogeni di queste ultime. questa sostanza riesce a penetrare all'interno della placenta e ha un metabolismo fetale molto lento, essa determina uno scarso accrescimento endouterino e anomalie neurologiche diverse (tremori, irritabilità e ipertono). Più raramente sono stati segnalati difetti congeniti a carico del Sistema Nervoso Centrale, del cuore, degli arti, del labio-palato e dell’apparato digerente (gastroschisi). L'abuso di cannabinoidi esogeni interferisce con il sistema recettoriale per gli endocannabinoidi, in grado di regolare l’eccitabilità neuronale e coinvolto in numerose condizioni fisiopatologiche.
- Gli effetti della nicotina sono dovuti al passaggio di alcuni componenti della nicotina attraversano la placenta, i quali provocano vasocostrizione e riducono il flusso uterino. Il monossido di carbonio ha maggiore affinità per l’emoglobina rispetto all’ossigeno e ne riduce il trasporto a livello dei tessuti, l'ipossiemia rallenta la crescita del feto e può causare basso peso alla nascita. Le complicanze perinatali provocate possono essere: distacco e rottura di placenta, placenta previa, aborto, parto prematuro e aumento della mortalità perinatale. La nicotina ha inoltre una forte azione teratogena ed un effetto negativo sulla differenziazione e maturazione del Sistema Nervoso Centrale, che possono provocare un aumento del rischio di avere deficit e problemi neuro-comportamentali.

| Tab 1. Effetti dell’assunzione di sostanze su feto e neonato |             |      |             |                                  |               |              |        |  |
|                                                              | Prematurità | SIDS | APGAR basso | Ritardo di crescita intrauterino | Malformazioni | Microcefalia | Aborto |  |
| Eroina                                                       | +           | +    |             | ++                               |               |              | +      |  |
| Metadone                                                     |             | +    |             | +                                |               |              |        |  |
| Cocaina                                                      | +           | +    | +           | ++                               | ++            | +            | ++     |  |
| Cannabis                                                     | +           | +    |             | +                                | +             |              | +      |  |
| Tabacco                                                      | +           | +    |             | +                                |               | +            | +      |  |

## Caratteristiche del neonato con sindrome di astinenza
La sindrome neonatale si sviluppa nella vita intrauterina, si basa su un insieme di segni a carico di diversi sistemi, tra cui problemi che interessano il sistema nervoso centrale, problemi metabolici vasomotori e respiratori e anche problemi gastrointestinali, che si evidenziano al momento della nascita. La severità di sintomi è presente in maniera variabile in ciascun bambino e anche nello stesso bambino possono modificarsi a distanza di tempo.
I sintomi più comuni e facilmente riscontrabili nei neonati con sindrome di astinenza neonatale sono tremori, diarrea, irritabilità del bambino.
| Tab.2 Classificazione dei segni e sintomi della NAS secondo il sistema FNASS | | |
| Problemi a carico del sistema nervoso centrale | Problemi metabolici, vasomotori, respiratori | Disturbi gastrointestinali |
| - pianto acuto - irregolarità del sonno dopo l'allattamento - Tremori - aumento del tono muscolare - escoriazioni della pelle (naso, ginocchia o piedi) - spasmi mioclonici - convulsioni generalizzate - riflesso di Moro iperattivo | - sudorazione - Aumento di temperatura corporea - sbadigli - macchie della pelle - chiusura nasale - Starnuti - allargamento nasale (narici) - tachispnea (superiore a 60 atti al min) | - suzione eccessiva /frenetica - povertà del nutrimento - rigurgiti e/o vomito a getto - feci liquide (diarrea) - Disidratazione |

Lo spettro della NAS è cambiato nel tempo. Prima del 1970, la NAS era generalmente secondaria all’uso di morfina o eroina. La NAS attualmente è secondaria all’uso di molte più sostanze: tra cui anche analgesici, antidepressivi e altre sostanze. Lo spettro delle cause riguardanti la NAS è quindi peggiorato non solo per l’aumento dell’uso di oppioidi ma anche per il simultaneo abuso (poliabuso) di più droghe e dell’aumentata presenza di diverse tipologie di sostanze.
I sintomi del NAS sono diversi a seconda della categoria di droga a cui è stato esposto il feto nell’ambiente prenatale:
1.Per gli oppioidi: l’esposizione all’eroina causa uno stato di astinenza che insorge prima e anche in maniera meno duratura; l’esposizione a metadone e buprenorfina provoca un inizio dei sintomi ritardato e effetti legati all’astinenza più lunghi. In particolare nel NAS da metadone i sintomi persistono attenuati possono perdurare anche per 4-6 mesi, l’acme è verso la 6ª settimana di vita, questi effetti duraturi configurano la “sindrome da astinenza subacuta”, che si presenta con irrequietezza, tremori e disturbi del sonno.
2.Per i non oppioidi: la metanfetamina causa un’astinenza immediata; gli psicofarmaci provocano uno stato di astinenza transiente e limitato; la NAS da cocaina e cannabinoidi si manifesta con disturbi neuro-comportamentali: tremori, disturbi del sonno, iporeflessia, iperreattività e anoressia; la NAS da nicotina si esprime con irritabilità, tremori e disturbi del sonno.

## Problemi dello sviluppo a lungo termine
In caso di sindrome neonatale di astinenza, molto spesso sono stati riscontrati problemi nello sviluppo in età pediatrica e adolescenziale, è ritenuto necessario consigliare un follow-up medico e di particolare attenzione da parte dei familiari.
- I problemi motori ed in particolare a livello visuomotorio, sono stati infatti molto spesso riportati problemi quali strabismo, ridotta acuità visiva, nistagmo,     altri problemi visuomotorio che comportano una ridotta visione binoculare.

- I problemi comportamentali sono stati riscontrati nei bambini con NAS sono spesso riconducibili anche ad ambienti familiari, non molto spesso favorevoli ad uno sviluppo sano; i problemi maggiormente riportati sono: alti livelli di iperattività,     impulsività, problemi di attenzione e in alcuni casi si può parlare anche di ADHD (molto spesso questi problemi sono sottovalutati dai genitori).

## Sistemi di valutazione (Finnegan abstinence scoring system)
Nonostante siano stati sviluppati molti metodi di valutazione di questa sindrome attualmente rimane il più utilizzato il Finnegan Scoring System (FNASS)[1], creato dalla Dottoressa Loretta Finnegan intorno al 1975. Il FNASS consta di un sistema, composto da 21 item, di assesment clinico al bambino con sospetto di sviluppo della NAS. Il sistema segnala tutti gli eventuali segni clinici rilevanti di astinenza nei neonati durante i primi giorni di vita in modo completo e ne valuta l’iper-irritabilità del sistema nervoso centrale, disfunzioni gastrointestinali, distress respiratorio e attivazione del sistema nervoso autonomo vagale.
Deve essere effettuata entro 24 ore dalla nascita e tipicamente viene ripetuta ogni 3-4 ore, la scala fornisce inoltre anche l’indicazione di procedere per un eventuale trattamento farmacologico, se il punteggio che viene ottenuto dal bambino supera per 3 volte consecutive gli 8 punti o per 2 volte consecutive si ottiene un punteggio maggiore di 12 si procede con l’eventuale somministrazione di terapia farmacologica.
Questa scala è stata inoltre usata anche per seguire la progressione e la diminuzione della sintomatologia dell’astinenza prima, durante e dopo l’uso delle terapie.

## Trattamenti
È di cruciale importanza nell’approccio a questo tipo di neonato che vengano ridotti al minimo tutti gli stimoli ambientali intervenienti. Assume particolare importanza l’intervento infermieristico, infatti è consigliato tenere costantemente sotto controllo la temperatura del neonato e che a tal fine può essere posto in incubatrice.
È inoltre consigliato, l’inizio tempestivo dell'alimentazione con latte materno o con latte di formula ipercalorico per far fronte all'aumentato dispendio energetico (150-250 Kcal/Kg/die) e i pasti vanno frazionati, si consigliano tra i 8-10 pasti giornalieri, per far fronte alle difficoltà del neonato nell'alimentazione.
In alcuni casi viene fortemente consigliato all’allattamento al seno in quanto è stato dimostrato che riduca la gravità dei sintomi e la probabilità dell’incorrere nella sindrome d’astinenza prenatale; Se invece la madre continua l’abuso di sostanze è sconsigliato in alcuni casi ad esempio quando la madre è positiva all’infezione da virus dell’HIV la cocaina, viene trasmessa nel latte e i neonati possono manifestare tachicardia, tachipnea, ipertensione, irritabilità, tremori, vomito, diarrea e convulsioni; questo avviene anche per la cannabis e il tabacco è pertanto assolutamente controindicato l’allattamento.
Se il calo ponderale è superiore al 15% o si ha una grave sintomatologia gastrointestinale con disidratazione il neonato deve essere sottoposto ad idratazione per via endovenosa.
Terapie
Il trattamento farmacologico va riservato ai neonati con sintomi importanti, quindi con punteggi elevati nelle scale di valutazione, come ad esempio la scala FNASS.
Terapie farmacologiche :
-     Nelle NAS da oppioidi viene utilizzata come terapia la morfina, il metadone o la clonidina per bocca.
-     Nelle Sindromi da barbiturici si utilizza il fenobarbital.
-     Nel NAS da cocaina o anfetamine non è indicata nessuna terapia farmacologica.
In tutte le forme di Sindrome di astinenza neonatale, non appena i segni e i sintomi diminuiscono: il dosaggio dei vari farmaci viene gradualmente ridotto in modo da consentire l’allontanamento del bambino dalle sostanze d'abuso.
I neonati affetti da NAS necessitano dopo la dimissione di un attento follow-up per gli eventuali rischi di danno soprattutto neurologico.
Inoltre i medici, prima della dimissione, devono valutare attentamente lo stato familiare e sociale, nonché interfacciarsi con il pediatra di base che seguirà il bambino a domicilio. 